# Quận Chariton, Missouri
Quận Chariton là một quận thuộc tiểu bang Missouri, Hoa Kỳ. Theo điều tra dân số năm 2000 của Cục điều tra dân số Hoa Kỳ, quận có dân số 8438 người 2. Quận lỵ đóng ở  Keytesville6

## Địa lý
Theo Cục điều tra dân số Hoa Kỳ, quận có tổng diện tích km2, trong đó có km2 là diện tích mặt nước.

### Xa lộ
- U.S. Route 24
- Route 5
- Route 11
- Route 129
- Route 139

### Quận giáp ranh
- Quận Linn  (bắc)
- Quận Macon  (đông bắc)
- Quận Randolph  (đông)
- Quận Howard  (đông nam)
- Quận Saline  (tây nam)
- Quận Carroll  (tây)
- Quận Livingston  (tây bắc)

## Thông tin nhân khẩu
Theo điều tra dân số 2 năm 2000, quận đã có dân số 8.438 người, 3.469 hộ gia đình, và 2.345 gia đình sống trong quận hạt. Mật độ dân số là 11 người trên một dặm vuông (4/kmТВ). Có 4.250 đơn vị nhà ở mật độ trung bình của 6 trên một dặm vuông (2/kmТВ). Cơ cấu dân tộc của cư dân sinh sống ở quận này bao gồm 95,99% người da trắng, 3,19% da đen hay Mỹ gốc Phi, 0,17% người Mỹ bản xứ, 0,13% ở châu Á, 0,11% từ các chủng tộc khác, và 0,41% từ hai hoặc nhiều chủng tộc. 0,56% dân số là người Hispanic hay Latino thuộc một chủng tộc nào. 38,8% là người gốc Đức, 25,5% người Mỹ, 9,7% người gốc Anh và 7,8% gốc Ailen theo điều tra dân số năm 2000.
Có 3.469 hộ, trong đó 28,40% có trẻ em dưới 18 tuổi sống chung với họ, 58,30% là đôi vợ chồng sống với nhau, 6,50% có một chủ hộ nữ và không có chồng, và 32,40% là không lập gia đình. 29,80% hộ gia đình đã được tạo ra từ các cá nhân và 17,30% có người sống một mình 65 tuổi hoặc cao tuổi hơn. Cỡ hộ trung bình là 2,38 và cỡ gia đình trung bình là 2,94.
Trong quận này cơ cấu độ tuổi dân cư bao gồm 23,70% dưới độ tuổi 18, 6,50% 18-24, 23,70% 25-44, 23,80% từ 45 đến 64, và 22,30% từ 65 tuổi trở lên. Độ tuổi trung bình là 42 năm. Đối với mỗi 100 nữ có 91,90 nam giới. Đối với mỗi 100 nữ 18 tuổi trở lên, đã có 91,30 nam giới.
Thu nhập trung bình cho một hộ gia đình trong đã đạt mức USD 32.285, và thu nhập trung bình cho một gia đình là USD 39.176. Phái nam có thu nhập trung bình USD 25.263 so với 19.068 USD của phái nữ. Thu nhập bình quân đầu người là 15.515 USD. Có 8,80% gia đình và 11,60% dân số sống dưới mức nghèo khổ, bao gồm 11,40% những người dưới 18 tuổi và 14,00% của những người 65 tuổi hoặc hơn.